# Diogmites ternatus
Diogmites ternatus là một loài ruồi trong họ Asilidae. Diogmites ternatus được Loew miêu tả năm 1866. Loài này phân bố ở vùng Tân nhiệt đới và Tân Bắc giới.